# 地震帶

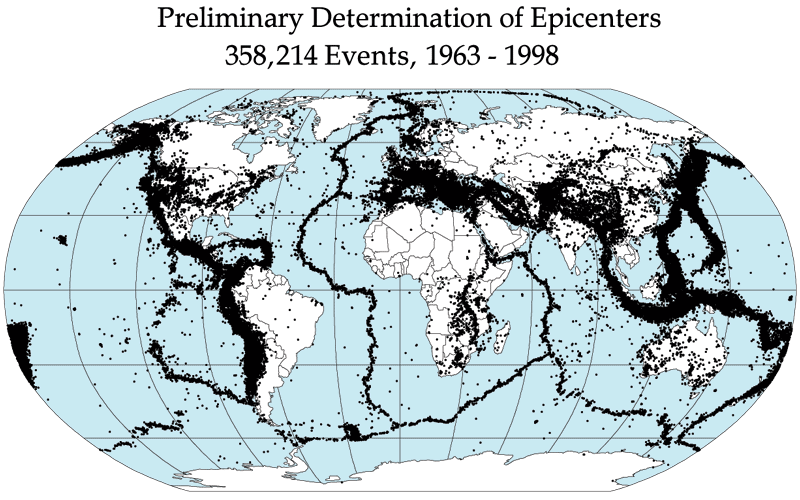
1963–1998年全球地震震央分佈圖

地震帶是指地震集中发生及分布的地方。地球上主要有四處地震帶。地震帶皆位於板块交界处或者板块内部的断裂带上。

## 全球分布
在地球上主要有四大地震帶

### 環太平洋地震帶
全世界约80%的浅源地震，90%的中源地震和几乎全部的深源地震都发生在環太平洋地震帶。所释放的地震能量约占全世界总能量的80%，但其面积仅占世界地震带总面积的一半。
在太平洋西部大抵从阿留申群岛，向西沿勘察加半岛、千岛群岛，至日本诸岛、琉球群岛，至台湾岛，过菲律宾群岛、伊里安岛（新几内亚岛），南至新西兰为止。
在太平洋东部，大致从阿拉斯加东岸，向南经加利福尼亚、墨西哥（在中美有一分支，称为加勒比或安德列斯环）、秘鲁，沿智利至南美的极南端。这一带也是著名的火山带，它与中、新生带褶皱带和新构造强烈活动带是一致的。。

### 歐亞地震帶
歐亞地震帶也叫地中海—喜马拉雅地震带，这是一条横跨欧亚大陆，并包括非洲北部，大致呈东西方向的地震带，总长约15000公里，宽度各地不一，在大陆部分常有较大的宽度，并有分支现象。环太平洋地震带外几乎其余的较大浅源地震和中源地震都发生在这一带。
欧亚地震带西起葡萄牙、西班牙和北非海岸，东去经意大利、希腊、土耳其、伊朗至帕米尔北边，进入中华人民共和国西北和西南地区；南边沿喜马拉雅山山麓和印度北部，又经苏门答腊岛、爪哇岛至伊里安岛（新几内亚岛），与环太平洋地震带相接。这一带也有许多火山分布，比地震带与欧亚新生带褶皱带（也是最年轻的造山带）是一致的。

### 大洋中脊（海岭）地震帶

#### 大西洋中脊（海岭）地震带
大西洋中脊（海岭）地震带自斯匹次卑尔根岛经冰岛向南沿亚速尔群岛、圣保罗岛等至南桑威奇群岛、色维尔岛，沿大洋中脊分布，向东与印度洋南部分叉的海岭地震带相连。

#### 印度洋海岭地震带
印度洋海岭地震带由亚丁湾开始，沿阿拉伯—印度海岭，南延至中印度洋海岭；向北在地中海与地中海—南亚地震带相连；向南到南印度洋分为两支，东支向东南经澳大利亚南部，在新西兰与环太平洋地震带相接；西支向西南绕过非洲南部与大西洋中脊地震带相接。

#### 东太平洋中隆地震带
东太平洋中隆地震带从中美加拉帕戈斯群岛（科隆群岛）起向南至复活节岛一带，分为东西两支，东支向东南在智利南部与环太平洋地震带相接；西支向西南在新西兰以南与环太平洋地震带和印度洋海岭地震带相连。
这3个地震带皆以浅源地震为主。包括太平洋、大西洋、印度洋與北極海的中洋脊，不過這個地震帶地震頻率不高。

#### 大陆断裂谷地震带
大陆断裂谷地震带分布于一些区域性断裂带或地堑构造带，主要有东非大断裂带，红海地堑，亚丁湾及死海，贝加尔湖以及太平洋夏威夷群岛等。此地也主要为浅源地震。

## 中国大陸分布
中国地震局地质研究所研究员徐锡伟表示，中國處於環太平洋板塊、歐亞板塊、印度洋板塊等幾個板塊相接的地方，至少有495個地震斷裂帶。
中国大陸地震主要分布在五个区域：西南地区、西北地区、华北地区、东南沿海地区和23条地震带上。

### 华北地区（含东北南部）
- 郯城—庐江带（沿郯庐断裂，从安徽庐江经山东郯城，穿越渤海至辽东半岛、沈阳一带)
- 燕山带
- 河北平原带（太行山东麓）
- 山西带（主要沿汾河地堑）
- 渭河平原带（主要沿渭河平原地堑）

### 东南沿海地区
- 东南沿海带（主要在福建及广东潮汕地区）

### 西北地区
- 银川带
- 六盘山带
- 天水-兰州带
- 河西走廊带
- 塔里木南缘带
- 南天山带
- 北天山带

### 西南地区
- 武都-马边带，又称龙门山地震带（龙门山断层）
- 康定-甘孜带
- 安宁河谷带
- 滇东带
- 滇西带
- 腾冲-澜沧带
- 西藏察隅带
- 西藏中部带

### 其他
除去这23个，还有个东北深震带（主要在吉林、黑龙江的东部）

## 相关资料
- 汶川大地震
- 唐山大地震
- 海原大地震
- 嘉靖大地震
- 2004年印度洋大地震
- 2011年東日本大地震
- 臺灣九二一大地震